# Liste des cathédrales de la Lombardie
Cet article recense les cathédrales de Lombardie en Italie.

## Généralités
Les cathédrales érigées en Lombardie sont des édifices de l'Église catholique. Administrativement, la région est principalement couverte par la région ecclésiastique de Lombardie, qui compte un archidiocèse (Milan) et neuf diocèses (Bergame, Brescia, Côme, Crema, Crémone, Lodi, Mantoue, Pavie et Vigevano).
Au total, la Lombardie compte dix cathédrales et deux cocathédrales. On y dénombre également plusieurs anciennes cathédrales : édifices qui ont par le passé accueilli le siège d'un évêché avant de le perdre.

## Liste

### Cathédrales
| Édifice                                             | Commune                    | Province | Juridiction | Notes                                                                          | Coordonnées                       | Illus. |
| --------------------------------------------------- | -------------------------- | -------- | ----------- | ------------------------------------------------------------------------------ | --------------------------------- | ------ |
| Saint-Alexandre                                     | Bergame                    | Bergame  | Bergame     | Basilique mineure                                                              | 45° 42′ 12″ nord, 9° 39′ 46″ est  |        |
| Notre-Dame-de-l’Assomption-et-Saints-Pierre-et-Paul | Brescia                    | Brescia  | Bergame     |                                                                                | 45° 32′ 19″ nord, 10° 13′ 19″ est |        |
| Notre-Dame-de-l'Assomption                          | Côme                       | Côme     | Côme        | Basilique mineure                                                              | 45° 48′ 42″ nord, 9° 05′ 01″ est  |        |
| Notre-Dame-de-l'Assomption                          | Crema                      | Crémone  | Crema       |                                                                                | 45° 21′ 47″ nord, 9° 41′ 14″ est  |        |
| Notre-Dame-de-l'Assomption                          | Crémone                    | Crémone  | Crémone     |                                                                                | 45° 08′ 01″ nord, 10° 01′ 32″ est |        |
| Assomption-de-la-Vierge                             | Lodi                       | Lodi     | Lodi        | Basilique mineure                                                              | 45° 18′ 52″ nord, 9° 30′ 11″ est  |        |
| Saint-Pierre-Apôtre                                 | Castiglione delle Stiviere | Mantoue  | Mantoue     | Inscrite au patrimoine mondial dans le cadre du bien « Mantoue et Sabbioneta » | 45° 23′ 30″ nord, 10° 29′ 14″ est |        |
| Nativité-de-la-Sainte-Vierge-Marie                  | Milan                      | Milan    | Milan       | Basilique mineure                                                              | 45° 27′ 50″ nord, 9° 11′ 26″ est  |        |
| Notre-Dame-de-l'Assomption-et-Saint-Stéphane        | Pavie                      | Pavie    | Pavie       |                                                                                | 45° 11′ 05″ nord, 9° 09′ 13″ est  |        |
| Saint-Ambroise                                      | Vigevano                   | Pavie    | Vigevano    |                                                                                | 45° 19′ 01″ nord, 8° 51′ 32″ est  |        |

### Cocathédrales
| Édifice                    | Commune | Province | Juridiction | Notes                                                                                             | Coordonnées                       | Illus. |
| -------------------------- | ------- | -------- | ----------- | ------------------------------------------------------------------------------------------------- | --------------------------------- | ------ |
| Notre-Dame-de-l'Assomption | Brescia | Brescia  | Brescia     |                                                                                                   | 45° 32′ 18″ nord, 10° 13′ 18″ est |        |
| Saint-André                | Mantoue | Mantoue  | Mantoue     | Basilique mineure, inscrite au patrimoine mondial dans le cadre du bien « Mantoue et Sabbioneta » | 45° 09′ 32″ nord, 10° 47′ 40″ est |        |

### Anciennes cathédrales
| Édifice            | Commune      | Province | Notes                                                                          | Coordonnées                       | Illus. |
| ------------------ | ------------ | -------- | ------------------------------------------------------------------------------ | --------------------------------- | ------ |
| Douze-Apôtres (it) | Lodi Vecchio | Lodi     | Ancienne cathédrale du diocèse de Lodi                                         | 45° 17′ 50″ nord, 9° 25′ 40″ est  |        |
| Notre-Dame (it)    | Lodi Vecchio | Lodi     | Ancienne cathédrale du diocèse de Lodi ; déconsacrée et démolie au XIXe siècle | 45° 17′ 54″ nord, 9° 25′ 18″ est  |        |
| Saint-André (it)   | Asola        | Mantoue  | Ancienne cathédrale du diocèse de Mantoue                                      | 45° 13′ 17″ nord, 10° 24′ 46″ est |        |